# Danilo Radović
Danilo Radović (serbisch-kyrillisch Данило Радовић; * 14. Juni 2000 in Bačka Palanka, BR Jugoslawien) ist ein serbischer Handballspieler.

## Karriere

### Verein
Der 1,95 m große linke Rückraumspieler spielte in Serbien für den RK Lavovi. In Kroatien lief er für den RK Spačva Vinkovci auf, mit dem er an der EHF European League teilnahm. Anschließend stand er drei Jahre beim serbischen Verein Dinamo Pančevo unter Vertrag, mit dem er im EHF European Cup antrat. Im Sommer 2023 wechselte er zum deutschen Zweitligisten GWD Minden. Ab der Saison 2025/26 wird er beim französischen Erstligisten US Créteil HB unter Vertrag stehen.

### Nationalmannschaft
In der serbischen A-Nationalmannschaft debütierte Danilo Radović am 5. November 2021 in einem Testspiel gegen die Slowakei. Bei der Europameisterschaft 2022 blieb er in zwei Einsätzen ohne Torerfolg und belegte den 14. Platz. Bisher bestritt er neun Länderspiele, in denen er fünf Tore erzielte.